# 阿勞阿
11°15′43″S 37°37′12″W / 11.26194°S 37.62000°W
阿勞阿（葡萄牙語：Arauá），是巴西的城鎮，位於該國東北部，由塞爾希培州負責管轄，始建於1870年4月9日，面積193平方公里，海拔高度86米，2014年人口10,684，人口密度每平方公里55.44人。